# Aeroportul Porto De Moz
Aeroportul Porto De Moz (IATA: PTQ, ICAO: SNMZ) este un aeroport din Porto de Moz, Pará, Brazilia ce deservește zona Porto de Moz. Aeroportul a fost tranzitat în 2022 de 659 de pasageri.
Situat la o altitudine de 16 m, aeroportul dispune de 1 pistă.

## Infrastructură

### Piste
Aeroportul dispune de o singură pistă. Pista 5/23 are suprafața de asfalt și dimensiunile 1.310 m × 28 m. 